# Mesostoma platygastricum
Mesostoma platygastricum är en plattmaskart. Mesostoma platygastricum ingår i släktet Mesostoma och familjen Typhloplanidae. Inga underarter finns listade i Catalogue of Life.